# 科尼什角
66°43′S 163°5′E / 66.717°S 163.083°E
科尼什角（Cape Cornish），是南極洲的島嶼，處於巴克爾島北端，屬於巴雷尼群島的一部分，在1938年以氣象學家命名，現時由南極條約體系管理。